# Parafia Świętych Apostołów Piotra i Pawła w Sygontce
Parafia Świętych Apostołów Piotra i Pawła w Sygontce – parafia rzymskokatolicka, znajdująca się w archidiecezji częstochowskiej, w dekanacie Olsztyn, erygowana w 1974 roku.